# Fatemeh Merikh
Fatemeh Merikh, née le 6 août 2004, est une handballeuse iranienne évoluant au poste d'arrière gauche.

## Biographie
Fatemeh Merikh naît le 6 août 2004. 

### Carrière en club
Fatemeh Merikh évolue en club au Sang Ahan Bafgh.

### Carrière en sélection
Fatemeh Merikh est la meilleure buteuse de la sélection iranienne au Championnat du monde junior féminin de handball en 2022 en Slovénie avec 38 buts inscrits. Elle dispute la même année le Championnat du monde jeunes féminin de handball en Macédoine du Nord, terminant deuxième meilleure buteuse de la compétition avec 28 buts marqués.
Avec l'équipe d'Iran, elle dispute le Championnat du monde féminin de handball 2023.